# カルトチェート
カルトチェート（伊: Cartoceto）は、イタリア共和国マルケ州ペーザロ・エ・ウルビーノ県にある、人口約8,000人の基礎自治体（コムーネ）。

## 地理

### 位置・広がり
ペーザロ・エ・ウルビーノ県のコムーネ。ペーザロから南へ17km、ウルビーノから東北東へ20kmの距離にある。

#### 隣接コムーネ
隣接するコムーネは以下の通り。
- コッリ・アル・メタウロ
- ファーノ
- モンバロッチョ
- テッレ・ロヴェレスケ

### 気候分類・地震分類
カルトチェートにおけるイタリアの気候分類 (it) および度日は、zona E, 2250 GGである。
また、イタリアの地震リスク階級 (it) では、zona 2 (sismicità media) に分類される。

## 行政

### 分離集落
カルトチェートには、以下の分離集落（フラツィオーネ）がある。
- Lucrezia, Molinaccio, Pontemurello, Ripalta, Salomone, Sant'Anna

## 姉妹都市
- ヒューゲルスハイム（ドイツ語版）、ドイツ